# NGC 5806
NGC 5806 is een balkspiraalstelsel in het sterrenbeeld Maagd. Het hemelobject werd op 24 februari 1786 ontdekt door de Duits-Britse astronoom William Herschel.

## Synoniemen
- UGC 9645
- MCG 0-38-14
- ZWG 20.41
- IRAS 14574+0205
- PGC 53578